# Намиб-Науклуфт
Намиб-Науклуфт — национальный парк в Намибии, охватывающий большую часть пустыни Намиб и горного хребта Науклуфт. Общая площадь составляет 49 768 км², таким образом это крупнейший национальный парк Намибии и 4-й по величине в мире. Наиболее известным объектом парка является глиняное плато Соссусфлей. Фауна представлена многочисленными змеями, гекконами, различными насекомыми, гиенами, ориксами, шакалами, разнообразными видами антилоп. Большая часть влаги выпадает в виде тумана, в период с февраля по апрель в среднем выпадает 106 мм осадков. Парк основан в 1907 году, когда немецкая колониальная администрация объявила земли между рекой Свакоп и Кейсеб заповедными. В современных границах парк существует с 1978 года.

## География
Простирается на 1570 км вдоль всего побережья Намибии от реки Оранжевой на юге до реки Кунене на севере. В самом узком месте достигает ширины в 25 км, а в самом широком — 180.

### Соссусфлей
Плато находится в центре пустыни Намиб. Этимология названия это местности образовано от двух слов: sossus, что в переводе означает «место сбора воды», и vlei — неглубокое озеро, заполняемое водой в сезон дождей. После сезонных осадков вода в этих углублениях сохраняется ещё несколько месяцев. Плато — царство песчаных дюн, из которых около 90 % состоят из кварцевого песка. На некоторых из них заметны места с песком более тёмных красновато-чёрных оттенков. Пески появились здесь благодаря восточным ветрам, которые принесли их сюда из центральной части восточной Намибии. Некоторые песчинки покрыты оксидом железа, который придаёт им характерный красный цвет. В некоторых частях Соссусфлей встречаются двухцветные красно-жёлтые дюны.

## Флора и фауна
Самым ярким представителем растительного мира здесь является вельвичия: дерево со стволом толщиной до метра и высотой всего 10-15 сантиметров и двумя листьями длиной в два человеческих роста, которые она не сбрасывает в течение ста лет.

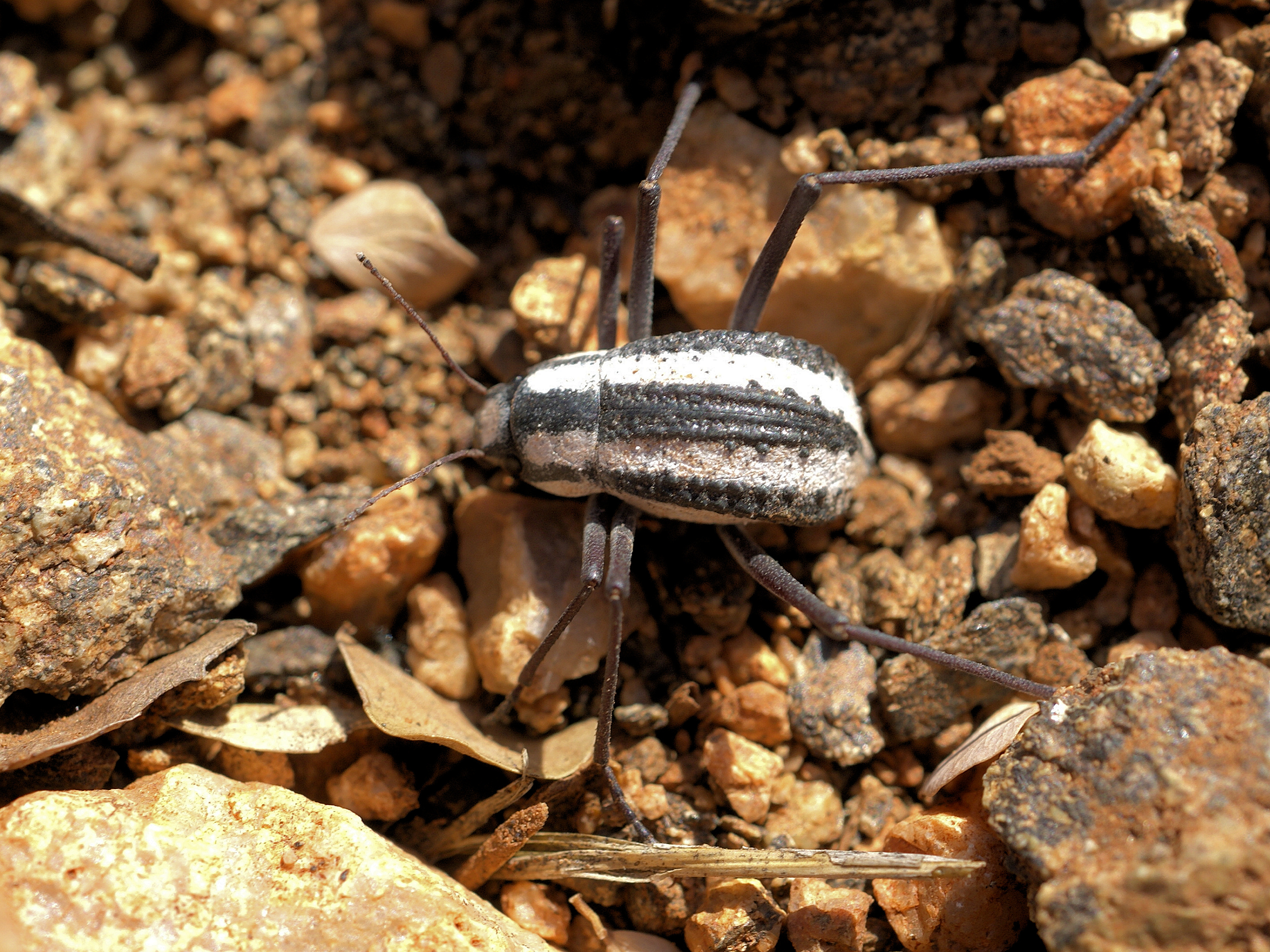
Onymacris unguicularis
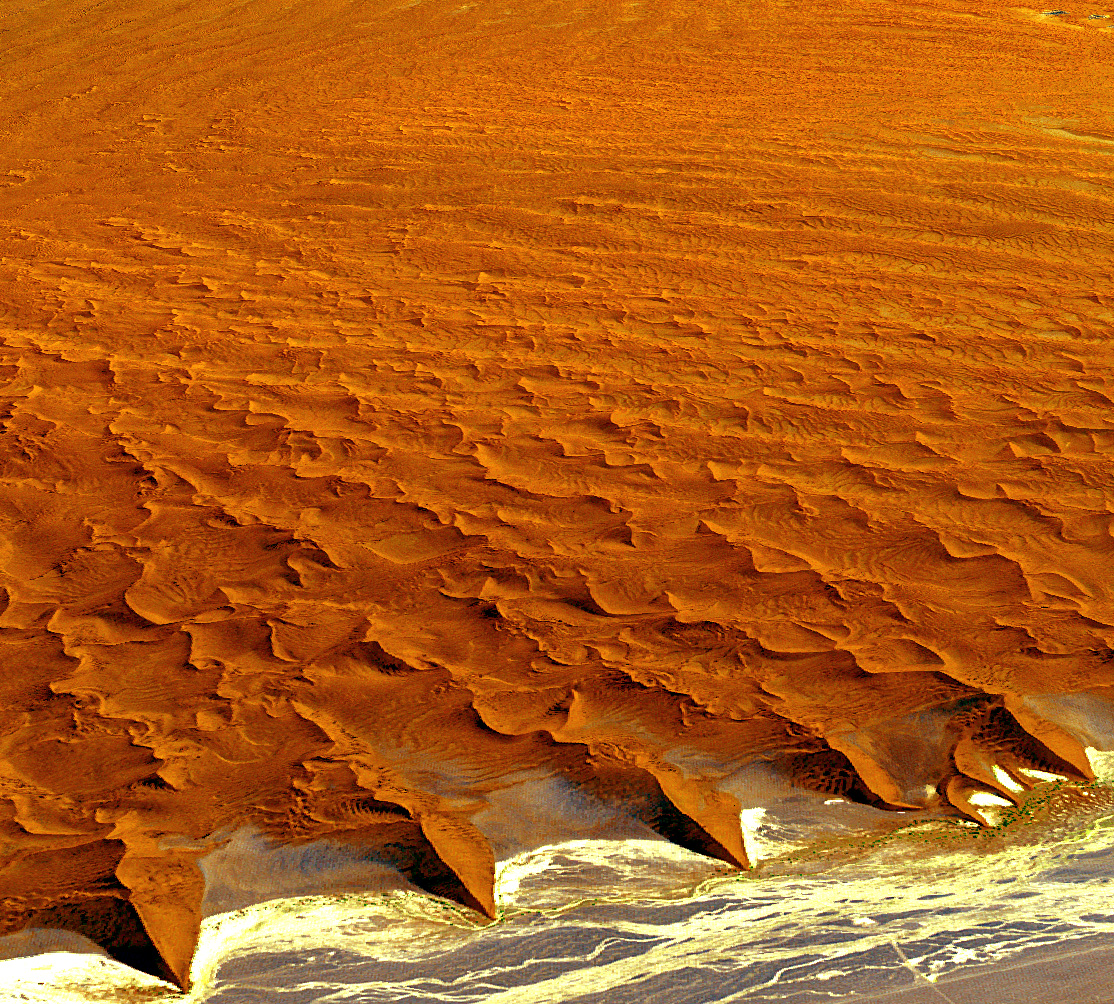
Дюны
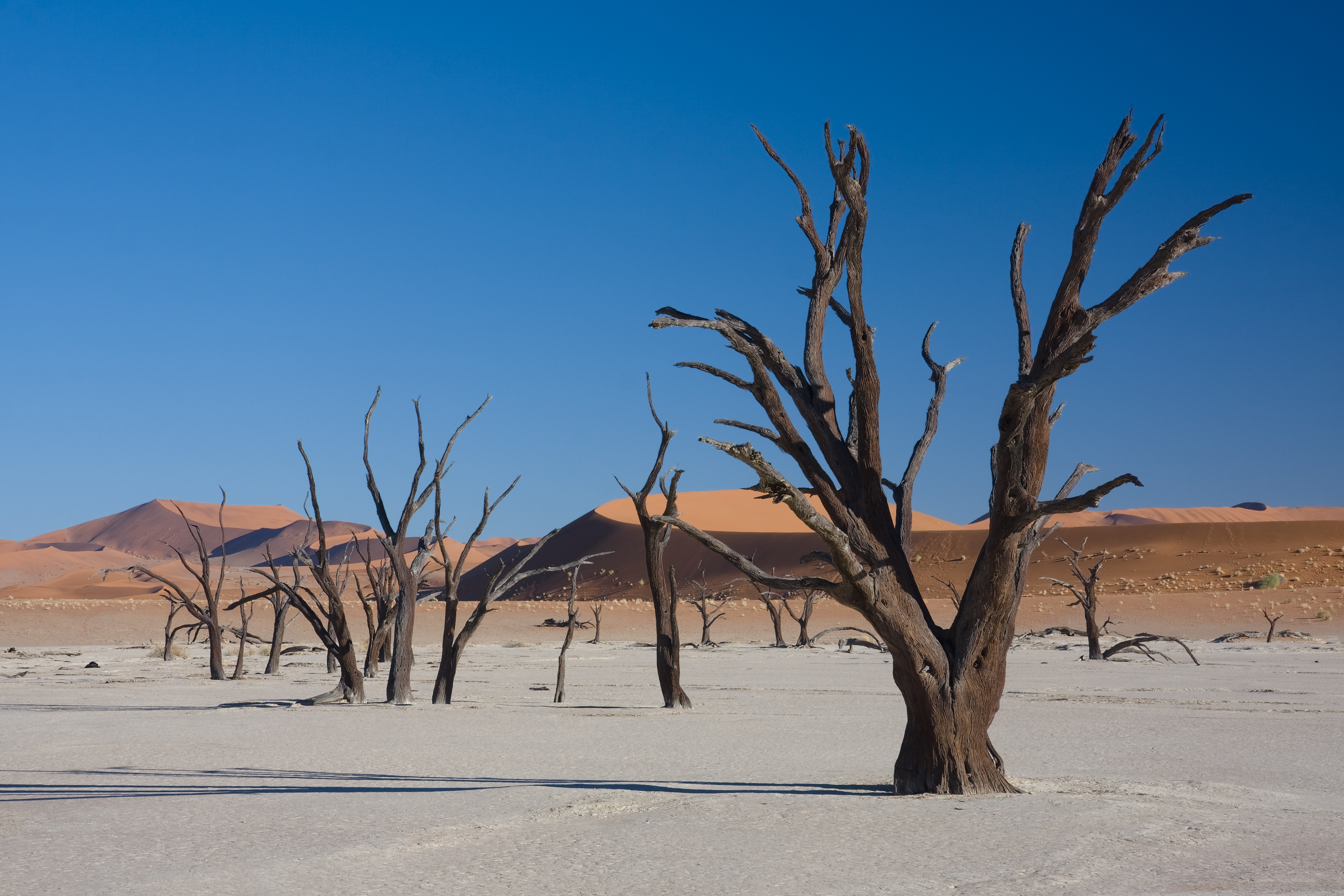
Мёртвые 550-летние деревья
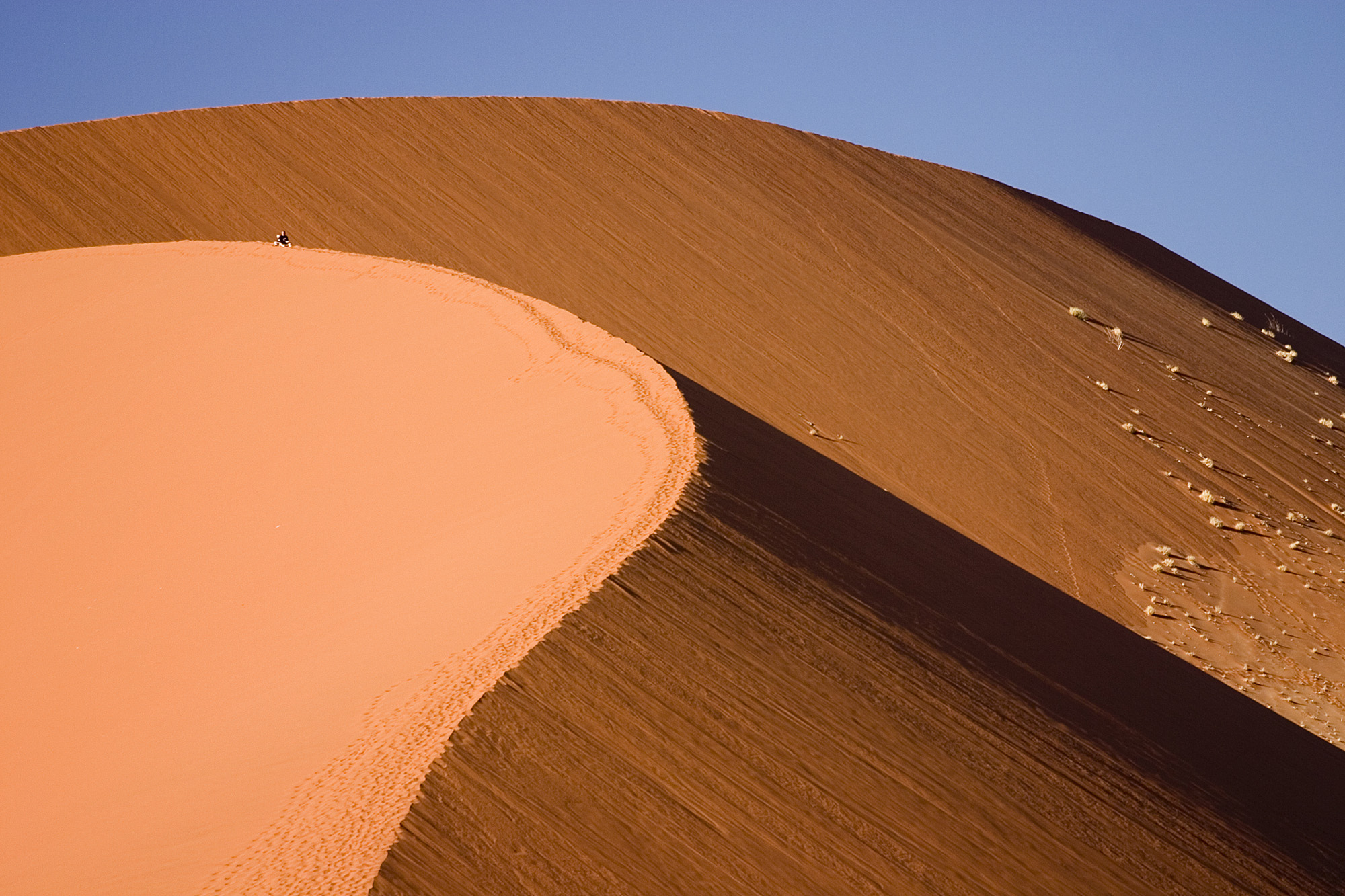
Типичные дюны
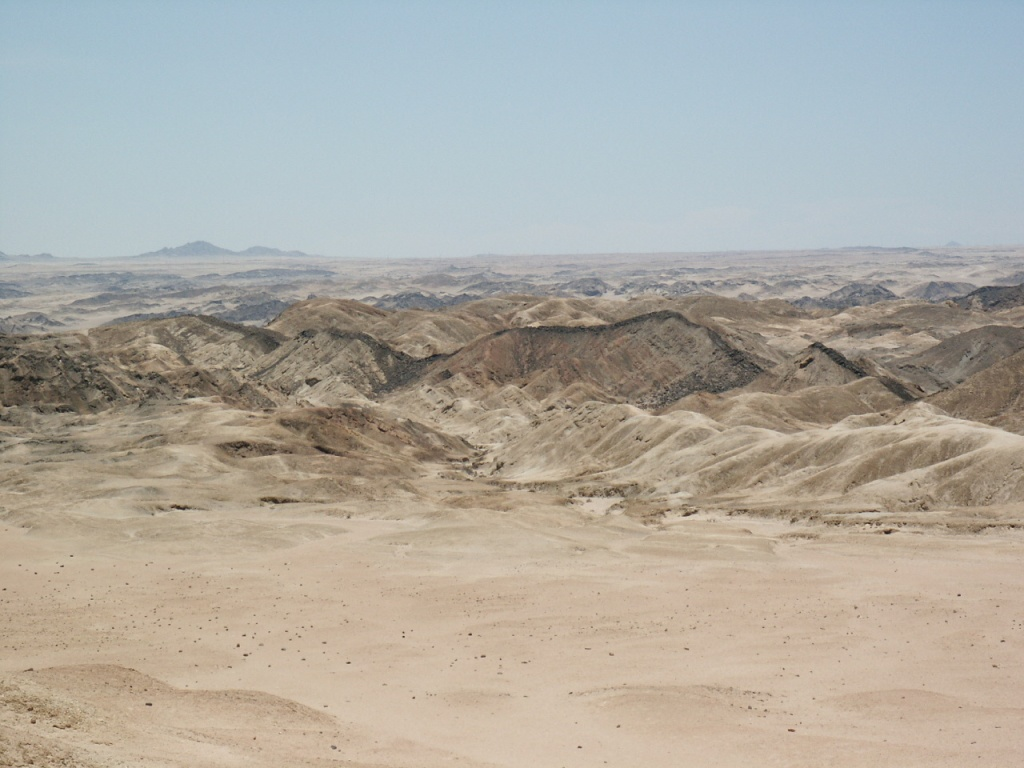
Лунный пейзаж парка